# Zaporizjzja atomkraftværk
Zaporizjzja atomkraftværk befinder sig direkte ved den den af floden Dnepr dannede vandkraftsreservoir Kakhovskereservoir i nærheden af byen Enerhodar i det sydøstlige Ukraine. Med en samlet installeret kapacitet på 6.000 MW og seks atomreaktorer på ét sted er atomkraftværket det kraftigste i Europa. Det har været under russisk besættelse siden 2022. Det blev bygget af Sovjetunionen.
Anlægget har seks VVER-1000 tryksatte letvands-atomreaktorer (PWR), hver forsynet med 235 U (LEU) og genererer 950 MW, til en samlet effekt på 5.700 MW. De første fem blev kom i drift mellem 1985 og 1989, og den sjette blev tilføjet i 1995. I 2020 genererede anlægget næsten halvdelen af landets elektricitet fra atomkraft, og mere end en femtedel af det samlede antal elektricitet produceret i Ukraine . Zaporizhzhia termiske kraftværk er i nærheden. I 2017 blev moderniseringsarbejdet afsluttet på reaktorenhed 3, hvilket muliggjorde en 10-årig levetidsforlængelse til 2027. I 2021 blev moderniseringsarbejdet på enhed 5 afsluttet, hvilket muliggjorde en 10-årig levetidsforlængelse.

## Historie
Den 4. marts 2022 blev atomkraftværket og det termiske kraftværk erobret af russiske styrker under slaget ved Enerhodar under den russiske invasion af Ukraine i 2022. Siden indtagelsen har anlægget ikke genereret strøm og er for det meste lukket ned.
Med den erklærede annektering af Zaporizjzja oblast erklærede Rusland også en lovlig overtagelse af anlægget, mens den faktiske kontrol over dets operationer fortsatte med at være uklar fra oktober 2022. Russiske styrker tilbageholdt en række af fabrikkens ukrainske ansatte – startende fra dets vicedirektør Valery Martynyuk, hans assistent Oleh Oshek og it-chef Oleh Kostyukov - uden at give nogen begrundelse for deres tilbageholdelse.
Ødelæggelsen af den nærliggende Kakhovka-dæmning den 6. juni 2023 blev rapporteret ikke at have nogen umiddelbar risiko for anlægget.Generelt har fem enheder været i kold nedlukning med en enhed holdt i varm nedlukning, hvilket IAEA rapporterede var nødvendigt for at producere damp til nuklear sikkerhedsformål, herunder behandling af flydende radioaktivt affald i lagertanke. IAEA opfordrer til undersøgelse af, om der kan installeres en ekstern kedel som et alternativ til at holde en enhed i varm shutdown.

## Galleri
- Reaktor 2 under IAEA- inspektionen i september 2022
- Tørlageret til brugt nukleart brændsel
- IAEA generaldirektør Rafael Grossi og missionsteammedlemmer på fabrikken i september 2022
- Skalskader på bygningen, der rummer fast radioaktivt affald og frisk nukleart brændsel, september 2022

| Wikinews | Wikinews: IAEA inspectors visit Zaporizhzhia nuclear plant in Ukraine amid shelling, shutdown – relateret nyhedssag på engelsk |